# 双旺镇
双旺镇，是中华人民共和国广西壮族自治区玉林市博白县下辖的一个乡镇级行政单位。

## 行政区划
双旺镇下辖以下地区：
白平村、大同村、汉和村、邦杰村、周旺村、那青村和曾村。